# Teófilo Yldefonso
Teófilo Yldefonso   (Piddig, 11 de novembre de 1902 - Capas, 19 de juny de 1942) fou un nedador filipí, el primer a obtenir una medalla olímpica i l'únic en aconseguir-ne més d'una.

## Biografia
Va néixer el 9 de febrer de 1902 a la ciutat de Piddig, població situada a la província d'Ilicos Nord de l'illa de Luzon. És el rebesavi del també nedador filipí Daniel Coakley. Va morir el 19 de juliol de 1943 al camp de concentració de Capas, situat prop de Bataan, en plena Segona Guerra Mundial, lluitant en contra de l'ocupació japonesa de les Filipines. Les seves restes no han estat mai recuperades.
Carrera esportiva
Yldefonso va començar a unir-se a les competicions regionals de natació el 1923. Competint en els 200 metres braça, va guanyar múltiples medalles d'or als Jocs de l'Extrem Orient (1923, 1927, 1930 i 1934). També va destacar a les reunions duals de Filipines contra Formosa (1929, 1931, 1933 i 1937).
Va participar, als 25 anys, en els Jocs Olímpics d'Estiu de 1928 realitzats a Amsterdam (Països Baixos), on aconseguí guanyar la medalla de bronze en la prova dels 200 metres braça, convertint-se en el primer esportista filipí en aconseguir una medalla olímpica. En els Jocs Olímpics d'Estiu de 1932 realitzats a Los Angeles (Estats Units) aconseguí revalidar aquesta medalla, convertint-se fins al moment en l'únic filipí en aconseguir més d'una medalla olímpica. En els Jocs Olímpics d'Estiu de 1936 realitzats a Berlín (Alemanya nazi) finalitzà setè en aquesta mateixa prova.